# Lac Kaiagamac
Lac Kaiagamac är en sjö i Kanada.   Den ligger i regionen Lanaudière och provinsen Québec, i den sydöstra delen av landet, 190 km nordost om huvudstaden Ottawa. Lac Kaiagamac ligger 360 meter över havet. Arean är 4,3 kvadratkilometer. Den sträcker sig 5,3 kilometer i nord-sydlig riktning, och 4,6 kilometer i öst-västlig riktning.
Följande samhällen ligger vid Lac Kaiagamac:
- Saint-Michel-des-Saints (1 835 invånare)

I omgivningarna runt Lac Kaiagamac växer i huvudsak blandskog. Runt Lac Kaiagamac är det mycket glesbefolkat, med 4 invånare per kvadratkilometer.